# Miloslav Kabeláč
Miloslav Kabeláč (Praga, 1 d'agost, 1908 - Idem, 17 de setembre, 1979), va ser un compositor de música i professor de música txec, destacat per la seva tècnica compositiva original i la serietat de la seva obra.

## Biografia
Després d'estudiar al Real College i a la Universitat Tècnica Txeca, va ingressar el 1928 al Conservatori Estatal de Música de Praga, on es va graduar en diversos camps: composició amb Karel Boleslav Jirák el 1931, direcció amb Pavel Dědeček el 1932, piano a l'Escola de Mestres amb Vilém Kurz l'any 1934; Entre els seus altres professors hi havia Alois Hába i Ervín Schulhoff. A partir de 1930 va treballar a la Ràdio Txecoslovaca com a "modulador" (director musical, el primer en aquest càrrec a Txecoslovàquia), on va treballar amb una pausa forçada (1942–1945), més tard com a cap d'operacions musicals, fins al 1955. també va dirigir el seu propi conjunt vocal (1933–1942). Després d'un important interludi docent al Conservatori Estatal de Praga (1958–1962), es va dedicar exclusivament a la composició. Membre del Fòrum Artístic des de 1938.

## Treball
Pertany als compositors txecs més destacats del segle xx. Aviat va crear un estil distintiu, que es caracteritza per la melodia i l'harmonia austeres, la polifonia sofisticada i l'arquitectura consistent de composicions petites i grans. La seva màxima expressió va consistir principalment en un treball conscient amb intervals, en què va sorgir de cultures musicals no europees. Aquí, Kabeláč va utilitzar, per exemple, escales creades numèricament artificialment: modes, el curs intern dels quals té un rang més gran que una octava. També va encunyar el terme "tonalitat artificial", especialment per a la justificació teòrica musical de la seva melodia econòmica. En l'estructura de l'interval, també va explorar les possibilitats de l'anomenada augment i disminució de l'interval, inversió i altres procediments portats a la música per l'anomenada 2a escola vienesa. Entre les primeres composicions madures d'aquest estil hi ha la cantata anti-ocupació Neustujujte! (1939), representada per primera vegada després del final de la Segona Guerra Mundial (28 d'octubre de 1945).
Inicialment i durant els anys de la guerra, Kabeláč es va centrar en els opus de cambra (Sextet de vent, Sonata per a violoncel i piano, Dues peces per a violí i piano) i obres simfòniques (1a i 2a simfonies), amb el pas del temps van començar a dominar obres amb un gran repartiment ( 3 .–8a simfonia, Mysterium času, Zrcadlení), que són les seves obres més destacades, juntament amb composicions per a bateria que ja van guanyar protagonisme en la seva època. Etapes europees (Vuit invents, Vuit ricercars). A la dècada dels 60, que li va portar un ampli reconeixement en forma de Premi de l'Estat i d'encàrrecs estrangers, va acceptar una sèrie d'estímuls d'avantguarda estrangers, que va incorporar orgànicament a la seva morfologia compositiva. També va destacar en les seves activitats docents (alumnes J. Krček, I. Loudová, Jan Málek i Tomáš Svoboda, en privat Z. Lukáš i altres) i el seu interès per les cultures no europees. Va ser un dels primers impulsors de la música electroacústica a Txecoslovàquia.

### Recepció
La seva música representa una declaració única i pura, l'extraordinari efecte de la qual ve donat per principis estructurals originals i clars; d'acord amb el seu enfocament generalment ètic i humanístic, té així el potencial d'atraure als oients més enllà dels límits històrico-geogràfics del seu origen. Les repetides prohibicions de la seva actuació durant el totalitarisme, però, van fer que l'obra de Kabeláč, juntament amb les obres d'altres compositors d'aquesta generació, encara no s'hagi consolidat en el servei habitual de concerts. En el seu temps, es van publicar una sèrie d'obres impresas, però la seva obra en conjunt només es publica des de l'any 2000 (publicat per Bärenreiter Prague).
Gran part del deute amb el compositor va ser pagat pel director Marko Ivanović, que amb l'Orquestra Simfònica de la Ràdio Txeca va gravar un conjunt de les seves simfonies (Supraphon 2016), que situa Kabeláč al costat dels grans simfonistes txecs (Antonín Dvořák, Bohuslav Martinů). No obstant això, no hi ha altres enregistraments comunament accessibles de les obres de Kabeláč. L'excepció són els enregistraments més antics de grans directors (Karel Ančerl, Václav Neumann, Václav Smetáček) i diversos enregistraments de peces de cambra (Daniel Wiesner, Tomáš Jamník).

## Visió general de la pista - selecció
La seva obra inclou obres simfòniques i orquestrals, així com obres de cambra i composicions per a instruments solistes. També hi ha cantates i música electroacústica. El catàleg autoritzat forma part de l'obra NOUZA (2010).

## Una selecció de la discografia
- Simfònica (complet), Orquestra Simfònica de la Ràdio Txeca, Marko Ivanović, Supraphon 2016 (enregistraments del 2011 al 2014)
- Simfonia núm. 8, Transformations II. Jana Jonášová, Václav Rabas, Cor Filharmònica de Praga, Conjunt de Percussió de Praga, Filharmònica Txeca, Václav Neumann et al., Panton 1993 (gravat 1984 i 1989)
- Hamlet's Improvisation, Mystery of Time. Filharmònica Txeca i Karel Ančerl, Supraphon Records 1994 (gravat el 1966)
- Don't Back Down!, Symphony No. 4, Six Lullabies, Mirroring, Eufemias Mysterion. Orquestra Simfònica de la Ràdio Txeca, Orquestra de Cambra de Praga, FOK, Václav Smetáček et al., Supraphon Records 1995 (gravat 1959, 1960). i 1966)
- Vuit invencions, vuit recercars, drames de destí humà. Prague Percussion Ensemble, Dama-Dama et al., Panton 1994 (també enregistrat el 1987 i el 1993)
- Passacaglia TGM, Seven Pieces, Eight Preludes, Foreign Themes. Daniel Wiesner, Panton/Supraphon Records 2000
- Obres completes per a orgue. Jan Hora, Petr Čech, Vixen 2001
- Sonata per a violoncel i piano. Tomáš Jamník, Ivo Kahánek, Supraphon Music 2007